# جامعة المصطفى
جامعة المصطفى هي جامعة أهلية تقع في مدينة بغداد في العراق معترف بها رسميا من وزارة التعليم العالي والبحث العلمي.

## الأقسام
تضم الجامعة الأقسام التالية:
- كلية طب الاسنان
- كلية تقنيات التحليلات المرضية
- كلية تقنيات الاشعة والسونار
- كلية هندسة تقنيات الحاسوب
- كلية المحاسبة
- كلية القانون
- كلية الهندسة المدنية
- كلية الصيدلة